# Consejo de Política Antártica
El Consejo de Política Antártica (CPA) es un mecanismo chileno que funciona como "el órgano interministerial que tiene por función proponer al Presidente de la República, entre otras, las bases políticas, jurídicas, científicas, económicas, medioambientales, logísticas, deportivas, culturales y de difusión de la acción nacional en la Antártica, y proponer los grandes lineamientos de la Política Antártica Nacional".
El CPA es una instancia perteneciente a la estructura permanente del Ministerio de Relaciones Exteriores y no un Programa propiamente tal. Además tiene atribuciones de carácter resolutivas y no ejecutivas en cuanto a operar directamente conforme lo establece su Reglamento.
El Consejo nace a partir de una situación claramente definida: el Sistema del Tratado Antártico y el rol de Chile en él, como “país reclamante”. La Política Antártica Chilena, aprobada por el CPA y oficializada por un Decreto Supremo, responde a la necesidad de afianzar los derechos y deberes de Chile en la Antártica, tanto en los territorios sobre los que Chile reclama soberanía como en el Continente como un todo.

## Composición
El CPA es presidido por el Ministro de Relaciones Exteriores.
Las funciones del CPA están descritas en la Ley 21.080 del 20 de marzo de 2018. Estas son:
- Proponer al Presidente de la República la Política Antártica Nacional.
- Asesorar al Presidente de la República en todas las materias concernientes a la Política Antártica Nacional, y aquellas relacionadas con el Sistema Antártico y la aplicación de los tratados internacionales que lo componen, incluyendo, entre otras, las prioridades que requerirán de la inversión del Estado, así como la asignación de recursos, a fin de cumplir con los objetivos de la Política Antártica Nacional.

El Artículo 52 de la Ley 21.080 señala que el Consejo de Política Antártica estará integrado por:
- El Ministro de Relaciones Exteriores o quien lo subrogue, quien lo presidirá.
- El Ministro de Defensa Nacional.
- El Ministro de Hacienda.
- El Ministro de Economía, Fomento y Turismo.
- El Ministro del Medio Ambiente.
- El Jefe del Estado Mayor Conjunto.

Además, participarán como asesores:
- El Subsecretario de Defensa.
- El Comandante en Jefe del Ejército.
- El Comandante en Jefe de la Armada.
- El Comandante en Jefe de la Fuerza Aérea de Chile.
- El Subsecretario de Relaciones Exteriores.
- El Subsecretario de Pesca y Acuicultura.
- El delegado presidencial de la XII Región de Magallanes y Antártica Chilena.
- El Director Nacional de Fronteras y Límites del Estado.
- El Director del Instituto Antártico Chileno.
- El Director de Planificación Estratégica de la Subsecretaría de Relaciones Exteriores.
- El funcionario del Ministerio de Relaciones Exteriores encargado de los temas antárticos, quién actuará además como Secretario Ejecutivo del Consejo.

El Ministerio de Relaciones Exteriores de Chile, a través de su Dirección de Antártica actúa como Secretaría Ejecutiva del Consejo de Política Antártica. Al mismo tiempo, el Consejo es apoyado por las siguientes instancias:
- Comité de Trabajo Permanente de Asuntos Generales: Integrado por el Ministerio de Relaciones Exteriores (Dirección Nacional de Fronteras y Límites del Estado, DIRANTARTICA), Ministerio de Defensa Nacional, el Estado Mayor Conjunto de la Defensa Nacional (Ejército, Armada, Fuerza Aérea), Dirección General de Aeronáutica Civil, Ministerio de Medio Ambiente, Gobierno Regional de Magallanes y la Antártica Chilena.
- Comité de Asuntos Financieros: Integrado por el Ministerio de Defensa Nacional (Subsecretaría de Defensa), el Estado Mayor Conjunto de la Defensa Nacional (Ejército, Armada, Fuerza Aérea), el Ministerio de Hacienda y el Ministerio de Relaciones Exteriores (INACH y DIRANTARTICA).
- Otros grupos de trabajo sobre materias antárticas.